# チェルノブイリ (コンピュータウイルス)
チェルノブイリ（Chernobyl）とは、1998年6月に台湾で発見されたコンピュータウイルス。最初に発見されたものが毎年チェルノブイリ原子力発電所事故の起きた4月26日に作動するように設計されていたことから、この名が付けられた。
作成者は当時24歳の男性、陳盈豪（チェン・イン・ハウ / Chen YingHao / Chen Ing-Hao）であるとされ、このことから彼の頭文字を採りCIHとも呼ばれている。発症日は原発事故との関係はなく、本人によれば学生時代の座席番号にちなむものだと説明しており、また、単に彼の誕生日だったからとも言われている。いくつかの亜種が確認されており、毎月26日など異なる日に発症するものもある。
非常に破壊力の強いコンピュータウイルスで、Microsoft WindowsのPortable Executable形式の実行ファイルに感染、感染ファイルの実行によりメモリに常駐後、ハードディスクやBIOS ROMの情報を破壊する。実行ファイルの隙間を上書きするのでファイルサイズから感染を検出することができない。Microsoft Windows 95/98/Meでのみ動作し、Windows NT系のOSでは動作しない。
チェルノブイリ・ウイルスは、トルコや韓国をはじめ多くの国に大きな被害をもたらし、とくに韓国では、約100万台ものコンピュータで発症、2億5000万ドルの被害を与えたといわれている。
一旦沈静化した後も、LOVELETTERやKlezなどワーム経由の感染が一時的に増加している。